# اوژن ویوله-لو-دوک
اوژن امانوئل ویوله-لو-دوک (به فرانسوی: Eugène Emmanuel Viollet-le-Duc) (زادۀ ۲۷ ژانویه ۱۸۱۴ میلادی – درگذشتۀ ۱۷ سپتامبر ۱۸۷۹ میلادی) معمار و نظریه‌پرداز فرانسوی بود.
او در مرمت آثار باستانی به ابعاد اقتصادی و بهداشتی (نور، هوا و...) توجه داشت.
به عقیده وی آثار باستانی باید با تخریب بناهای اطراف بیش از پیش در معرض دید قرار گیرد.
او دو نظریۀ مهم را مطرح ساخته‌ است:
- نظریه پویایی ماده در ساختمان: ماده بی جان برای برخورداری از روح و روان باید به صورتی به کار گرفته شود که معمار در نظر دارد .
- نظریه سبک و زمان: او سبک را مجموعه‌ای از قوانین و مقرراتی می‌داند که با توجه به تکنولوژی زمان و در زمان تعریف می‌شود .